# تیم ده زارن
تیم ده زارن (انگلیسی: Tim de Zarn؛ زادهٔ ۱۱ ژوئیهٔ ۱۹۵۲) هنرپیشه اهل ایالات متحده آمریکا است. وی از سال ۱۹۸۶ میلادی تاکنون مشغول فعالیت بوده‌است.
از فیلم‌ها یا برنامه‌های تلویزیونی که وی در آن نقش داشته‌است می‌توان به ان‌سی‌آی‌اس، ان‌سی‌آی‌اس: لس آنجلس، کلبه‌ای در جنگل، جان‌سخت ۴، آرتیست، باشگاه مبارزه، ذهن‌های مجرم، مد من، کسل، آناتومی گری، به دیگری نیکی کن، مرد عنکبوتی، سرقت در ۶۰ ثانیه، پزشک دهکده، پرونده سرد، درخت جاشوا، کی-۱۱، کمانه، ایکوالایزر، شوالیه شیطان و استیل اشاره کرد.